# Malvasia di Casorzo
La malvasia di casorzo  est un cépage italien de raisins noirs de la grande famille de Malvasia.

## Origine et répartition géographique
Le cépage Malvasia di Casorzo provient du nord de l’Italie. 
Il est classé cépage d'appoint en DOC Malvasia di Casorzo d'Asti et recommandé en province d'Asti et province d'Alexandrie dans la région du Piémont. En 1998, sa culture couvrait une superficie de 92 ha.

## Caractères ampélographiques
- Extrémité du jeune rameau aranéeux, blanchâtre avec un liseré carminé.
- Jeunes feuilles glabres, vertes avec les dents carminées.
- Feuilles adultes, à 5 lobes avec des sinus supérieurs en lyre fermée ou ouvert,  un sinus pétiolaire en U plus ou moins ouvert, des dents anguleuses, étroites, en deux séries,  un limbe légèrement aranéeux.

## Aptitudes culturales
La maturité est de quatrième époque : 40 - 45  jours après le chasselas.

## Potentiel technologique
Les grappes et les baies sont de taille moyenne à grandes. La grappe est cylindro-conique. Les vins sont généralement vinifiés en mélange avec le barbera pour produire des vins de dessert très appréciés.

## Synonymes
La malvasia di casorzo est connu sous les noms de malvasia nera, malvasia nera di Casale, malvasia nera di Casorzo, malvasia nera di Piemont et moscatellina